# Mathis Esterházy
Mathis Esterházy (vollständiger Name: Carl-Matthias Maria Josef Esterházy; * 25. Februar 1958 in Wien) ist ein österreichischer Künstler und Designer.

## Leben und Werk
Der Sohn des Agraringenieurs Paul Esterházy (1915–1980) und der langjährigen Mitarbeiterin der Katholischen Frauenbewegung Österreichs, Christa Esterházy geb. Steinbach (1928–2023), begann zu Anfang der 1980er Jahre als Autodidakt selbst Möbel zu bauen, vorzugsweise aus Metall, da das Material billig war und er eine Ausbildung zum Schweißer hatte.
Statt wie ursprünglich geplant mit einem gutbezahlten Job auf einer Bohrinsel viel Geld zu verdienen, erarbeitete er erste Modelle lieber innerhalb kurzer Zeit nach dem 24-Stunden-Prinzip vom Entwurf und Materialeinkauf bis zur Fertigstellung in seiner ersten Werkstatt im ungeheizten Souterrain seines Wohnhauses. Bald wurde er zum „Szeneschlosser“ in Wien und nutzte die Gelegenheit mit zeitgenössischen Künstlern zusammenzuarbeiten.
1983 war er Mitbegründer der Gruppe BRAND mit Boris Broschardt und Rudolf Weber bei Gemeinschaftsarbeiten im Bereich Objekt-Möbel und Raum-Installationen.
Ab 1985 bis 1991 entstand über die Galerie Peter Pakesch eine enge Kooperation mit dem österreichischen Künstler Franz West an diversen internationalen Ausstellungsprojekten, z. B.: 1987 „Skulptur Projekte Münster“: Eo Ipso (jetzt in der MAK-Sammlung), 1989 Franz West im Kunsthistorischen Museum, KHM Wien, 1989 Possibilities, P.S.1 New York.
Nach dem abrupten Bruch mit Franz West emanzipierte sich Mathis Esterházy gestalterisch und entwickelte seine eigene „Bausprache“: die Reduktion der Formen sowie der Objekte auf einfache Kategorien wie Sessel, Tisch, Kasten oder Bett. Harte, „schwere“ Materialien wie Metalle (Eisen, Edelstahl) treffen auf „leichte“ wie Glas oder weiche Textilien. Seine Arbeit ist auch Kunsthandwerk, das durch die persönliche Handschrift der Herstellung in der eigenen Werkstatt geprägt ist.
Die Realisierung eigener Entwürfe erarbeitete Mathis Esterházy für zahlreiche private und öffentliche Projekte wie 1987 die Möblierung der Club-Cocktailbar und Sushibar MAVO in Wien, 1993 die Vitrinen für Günther Förgs Intervention in der MAK-Schausammlung „Romanik, Gotik, Renaissance“ oder die Entwicklung und Ausführung der Ausstellungsarchitekturen im Jüdischen Museum Wien, 1996 für Ein Lied der Vernunft – Schach: Die Welt in 64 Feldern, 1998 für Der schejne Jid und 1999 für Bezalel.
Zur Neueinrichtung des Weltkulturenmuseums in Frankfurt/Main entwickelte Mathis Esterházy ab 2011 multifunktionale Arbeits- und Präsentationsmöbel, die nicht nur als Laboreinrichtung dienten, sondern auch in allen Ausstellungen weiter eingesetzt wurden (Green Room, Objekt Atlas, Trading Style, Ware und Wissen, El Hadji Sy).
Der Einsatz einer digitalen Stickmaschine eröffnete zuletzt ganz neue Arbeitsweisen und Werke, alle Arbeiten entstehen weiterhin in der eigenen Werkstatt, die 2015 nach Slowenien übersiedelte.
Mathis Esterházy ist der Bruder des Dramaturgen Paul Esterházy.

## Ausstellungen

### Einzelausstellungen
- 1989     Mathis Esterházy. Möbel, Galerie Peter Pakesch Ungargasse, Wien[4]
- 1993     Mathis Esterházy. 4 Tische, Galerie Peter Pakesch Ungargasse, Wien
- 2001     Mathis Esterházy. Bausprache, Design Showcases MAK Wien
- 2012     Mathis Esterházy. Trolley, SONG SONG, Wien
- 2014     Mathis Esterházy. Cabinet, SONG SONG, Wien

### Ausstellungsbeteiligungen (Auswahl)
- 1985 Verspannungen, Section N, Wien
- 1989 60 Tage österreichisches Museum des 21.Jahrhunderts, Wien
- 1990 Das Zimmer, Museum in Progress, Wien
- 1990 Mathis Esterházy, Marcus Geiger, Beatrix Sunkovsky. Galerie Peter Pakesch, Ungargasse, Wien
- 1991 Meta Memphis COLLEZIONE, Mailand, Gemeinschaftsarbeit mit Franz West
- 1991 Pis Aller (Doubled), Ealan Wingate Gallery, New York, Gemeinschaftsarbeit mit Franz West
- 1991 Sous le soleil, Villa Arson, Nizza
- 1992 Austria Design Diagonal, EXPO Sevilla
- 1996 Das Kästchen, Themenausstellung Galerie Blau, Freiburg
- 2006 Pure Austrian Design Landing, 100% East, London
- 2006 Wallpaper Global Edit, Salone del Mobile, Milano
- 2013 Mostly West: Franz West & Artist Collaborations, Inverleith-House, Edinburgh
- 2016 Art&Function, Kunsthaus Muerz, Mürzzuschlag
- 2016 Franz West ArtistClub, 21er Haus, Wien

### Auszeichnung
1991 „Österreichischer Förderungspreis für Design 1991“ vom Bundesministerium für Unterricht und Kunst, Wien